# 루크 매블리
루크 매블리(Luke Mably, 1976년 3월 1일 ~ )는 잉글랜드의 배우이다.

## 출연 작품
- 1944 워 히어로